# 波尼
PONY（英語：Pony International）是一家美國運動用品生產商，主要生產運動鞋、運動服裝與配件。1972年由Roberto Mueller創立於美國紐約布魯克林，且由與adidas主席Horst Dassler提供了財務的支持（細節可見於Sneaker Wars一書中）。
1980年代，PONY的營業額即達到了800萬美元。品牌更跨足了各項運動與賽事，如拳擊、籃球、棒球、足球、橄欖球等，並參與了世界盃、國家橄欖球聯盟、美國職棒大聯盟、NBA等等。
1990年代，PONY先被被英國大型服裝公司Pentland Sports買下，後賣給了洛杉磯的品牌管理公司The Firm集團重新歸於市場，並且開始與娛樂界名人合作，如歌手賈斯汀·提姆布萊克，樂團Korn，饒舌歌手史努比狗狗，芭黎絲·希爾頓等。
2003年，PONY由Global Brand Marketing，Symphony和Itochu三間公司共同持有。2005年展開「Pony Hall of Fame」行銷活動，邀請過去曾經贊助或代言的運動選手們再度合作，如NBA傳奇球星达里尔·道金斯，鮑伯·麥卡杜與安東尼·韋比等人，並於2005年進行一系列的宣傳活動。
後在2006年，由香港公司Symphony所持有，同年Jim Stroesser成為PONY的CEO，並將總部遷往聖地牙哥。2010年再搬往洛杉磯。

## 標誌
Logo為V型標誌，共有兩個象徵。一個是Victory（勝利）的意思；另一為美軍軍階中的二等兵的代表標誌。

## 歷史
- 1972年，Roberto Mueller於美國的紐約布魯克林創立PONY。
- 1973年，鞋款shooter推出。水牛城勇士隊鮑伯·麥卡杜穿著shooter贏得NBA當年最佳新人球員與第一個三連冠得分頭銜。[1]
- 1974年，與足球界傳奇人物貝利簽約。[2]
- 1976年，成為加拿大蒙特婁奧運的贊助商。受赞助的运动员贏得了篮球金牌、田徑銀牌與拳擊銅牌。同年5月，球王貝利穿著PONY時，創下單一球員得分最多的紀錄。
- 1977年
  - 1月，奥克兰突袭者擊敗明尼蘇達維京人，贏得超级碗冠軍。多數的球員穿著pony出賽。
  - 超過50名的NBA球員穿著PONY上場比賽，如威爾特·張伯倫、黑法師厄爾·門羅等。
  - 同年簽約女子網球選手崔西·奧斯丁，她後來成為當年同時獲得温布尔登网球锦标赛與美國網球公開賽最年輕冠軍。[3]
  - 3月，穿著PONY上場比賽的Rodrigo Valdez打敗Benny Briscoe贏得世界拳擊冠軍頭銜。[4]
  - 4月，簽下北美足球聯盟的最高得分的頭號球員乔治·基纳利亚。
  - 8月，Carlos Monzon 穿著PONY登上運動畫刊封面。[5]
- 1978年
  - 1月，Radhouane Buster of France穿著pony贏得sao paolo田徑賽；同時Bill Emmerton穿著PONY跑完2001英里的長跑，即當年大西部郵差PONY Express送信的路線。
  - 2月，利昂·斯平克斯打敗同為PONY簽約選手的Ken Norton，成為WBA重量級錦標賽冠軍。
  - 8月，PONY簽下海斯曼盃（Heisman Trophy）得主Earl Campbell，同年他得到NFL的MVP，並推出相關的廣告。[6]
  - 9月，利昂·斯平克斯和穆罕默德·阿里登上運動畫刊封面。[5]
- 1979年
  - 2月，簽下年NBA丹佛金塊球員David Thompson，他於同天獲得了NBA明星賽最有價值球員。
  - 3月，Sharif Khan[7]贏得第十屆的北美壁球比賽（North American Squash Championship）冠軍。
  - 7月，PONY與美国职棒大联盟裁判簽下獨家贊助合約。
  - 9月，PONY簽約球員崔西·奧斯丁，年僅16歲即成為當年同時獲得温布尔登网球锦标赛與美國網球公開賽最年輕冠軍，並登上運動畫刊封面。並推出Tracy Austin鞋款。[8]
  - 10月，匹茲堡海盜隊的Dave Parker穿著PONY於世界大賽中擊敗了巴尔的摩金莺隊。同月Earnie Shavers與Larry Holmes兩位均穿著PONY拳擊鞋比賽的畫面登上運動畫刊封面。[5]
- 1980年
  - Mahattan籃球鞋推出成為當年NBA丹佛金塊隊的的指定籃球鞋。[9]
  - 2月，墨西哥國家代表隊與PONY簽下獨家合約。
  - 6月，Larry Holmes穿著整套的PONY擊敗Gerry Cooney，第四度蟬聯重量級冠軍頭銜。
  - 8月，推出知名足球員保罗·罗西的簽名足球鞋。
- 1981年，與知名橄欖球員Earl Campbell，Franco Harris還有Lawrence Dame簽約。[10]知名NBA灌籃王达里尔·道金斯於紐澤西籃網隊效力時，穿著PONY出賽。[11]
- 1983年，與國家橄欖球聯盟合作，發售Linebacker球鞋系列。簽約成為美國橄欖球同盟USFL官方贊助商。
- 1984年，Manhattan推出全球首批採用網面設計的籃球鞋之一。同年Reggie Jackson穿著PONY打下他的第五百個全壘打。[12]
- 1985
  - 1月。持續贊助NFL最佳四分衛Ken O'Brien。他達了當季傳球碼數第一的紀錄。NFL球員Dan Marino，在NFL歷史上贏得個人最棒的一個季度，被冠以當年最有價值球員稱號，且帶領迈阿密海豚問鼎當年的超级碗冠軍。PONY簽下他成為代言人。
  - 6月。贊助網球員Anne White，她全白連身運動服的穿著引起了騷動。[13]此後被禁止再度穿著此服裝出賽。
- 1986年，安東尼·韋比穿著City Wings籃球鞋，成為NBA歷史上最矮的灌籃冠軍。[14]
- 1988年，推出迈阿密海豚球員Dan Marino的廣告。[15]
- 1987年，成為當年於澳大利亚珀斯舉辦的美洲盃帆船賽的指定鞋款品牌。
- 1989年10月，奧克蘭運動家隊強投Dave Stewart穿著PONY出賽。[16]
- 1991年，紐約巨人隊贏得超级碗冠軍，多數球員穿著PONY。2月，拳擊手Larry Holmes穿著PONY出戰Ray Mercer再度贏得勝利。
- 1993年，繼續支持紐約巨人的线卫Carl Banks。9月，Lenny Dykstra穿著PONY Cleats鞋款帶領費城費城人隊打進世界大賽。
- 1996年，世界重量級拳擊賽埃万德·霍利菲尔德穿著PONY出賽。
- 2004年，與饒舌歌手史努比狗狗聯名推出The One and Only系列。
- 2005年，展開「Pony Hall of Fame」行銷活動並進行一系列的宣傳活動。[17]拳擊巨星曼尼·帕奎奥（昵称The Destroyer）穿著PONY訂製的“PacMan”拳擊鞋迎戰Erik Morales。[18]9月，宣布簽下波士頓塞爾提克隊後衛里基·戴维斯。[19]
- 2007年，重新上市了功能性籃球鞋，並簽下了纽约尼克斯隊的第一名新秀威尔逊·钱德勒。[20]同年與Neff Headwear品牌合作推出限量商品。[21]啟動back in the game行銷活動。[22]
- 2008年與國家橄欖球聯盟球星兰迪·莫斯合作推出聯名商品。同步進行Can you Moss?行銷活動。[23]
- 2008到2010年，連續三年贊助亞洲極限運動賽事，為唯一官方服裝贊助商。
- 2009年，與Rasa Libre Skateboards滑板品牌合作[24]推出系列鞋款。與品牌NAFF合作推出鞋款。[25]
- 2010年，台灣區推出與藝人黃小柔，球鞋網站Kenlu，品牌revelator合作款。[26]
- 2011年，PONY Taiwan進行Rock Studio搖滾鞋會展覽。[27]與紐約藝術家Dee&Ricky推出合作鞋款。[26]
- 2016年，邀請傳奇棒球英雄-林智勝大師兄，作為運動大使。

## 贊助
Pony所贊助的運動員包括世界球王貝利，Dan Marino，厄爾·門羅，Franco Harris，Lawrence Taylor，Willie Stargell，Reggie Jackson，彼得·羅斯，David Thompson，安東尼·韋比，达里尔·道金斯與威尔逊·钱德勒。在拳擊運動部分包括了穆罕默德·阿里，喬治·福爾曼，Larry Holmes，利昂·斯平克斯。
2002年到2003年，Pony 更贊助了數個搖滾樂團如Korn、Staind、Limp Bizkit，更與Korn樂團的主唱Jonathan Davis合作打造聯名款，做為他巡迴演唱的穿著。

## 资料來源
1. ↑  .   [2011-10-28]. （原始内容存档于2016-04-09）.
2. ↑  1978 Pony Shoes ad ~ EARL CAMPBELL, PELE, more （页面存档备份，存于）, ebay
3. ↑  .   [2011-10-18]. （原始内容存档于2020-10-28）.
4. ↑  .   [2014-11-03]. （原始内容存档于2020-10-12）.
5. 1 2 3  .   [2011-10-28]. （原始内容存档于2019-06-07）.
6. ↑  1978 Pony Shoes ad ~ EARL CAMPBELL, PELE, more （页面存档备份，存于）, ebay
7. ↑  .   [2011-10-28]. （原始内容存档于2013-07-31）.
8. ↑  .   [2011-10-18]. （原始内容存档于2020-10-28）.
9. ↑  .   [2011-10-21]. （原始内容存档于2009-10-17）.
10. ↑  .   [2011-10-21]. （原始内容存档于2014-11-04）.
11. ↑  .   [2011-10-28]. （原始内容存档于2014-11-04）.
12. ↑  .   [2011-10-21]. （原始内容存档于2019-06-30）.
13. ↑  Pony signs NBA dunk champ
14. ↑  1988 Pony Shoes ad page ~ DAN MARINO ~ Miami Dolphons （页面存档备份，存于）, ebay
15. ↑  .   [2011-10-28]. （原始内容存档于2014-12-24）.
16. ↑  [永久]
17. ↑  .   [2011-10-28]. （原始内容存档于2014-11-04）.
18. ↑  .   [2011-10-28]. （原始内容存档于2014-11-04）.
19. ↑  Pony Signs New York Knicks First Round Draft Pick Wilson Chandler
20. ↑  .   [2011-10-28]. （原始内容存档于2014-11-05）.
21. ↑  Pony International Announces They Are "Back In the Game"
22. ↑  .   [2011-10-28]. （原始内容存档于2012-09-02）.
23. ↑  RASA LIBRE SKATEBOARDS X PONY FOOTWEAR COLLECTION[]
24. ↑  NEFF X PONY SIGNATURE SNEAKER 2 COLORWAYS[]
25. 1 2  .   [2011-10-05]. （原始内容存档于2019-06-29）.
26. ↑  [永久]
27. ↑  .   [2011-10-18]. （原始内容存档于2015-10-23）.

- nickkicks （页面存档备份，存于）
- PONY過去歷史鞋款 （页面存档备份，存于）
- 1970年代的運動畫刊封面
- www.wfj.com.cn[永久]
- Randy Moss Cleats （页面存档备份，存于）
- Pony Returns to Athletic Roots With Pony Hall of Fame （页面存档备份，存于）
- 1978年歷史廣告 （页面存档备份，存于）
- Reggie Jackson PONY廣告 （页面存档备份，存于）
- Anne White服裝事件
- Pony signs NBA dunk champ.athletic shoe industry; Spud Webb
- Lenny Dykstra穿著PONY Cleats鞋款
- Pony Hall of Fame行銷活動[永久]